# Tomáš Klus
Tomáš Klus (ur. 15 maja 1986 w Trzyńcu) – czeski muzyk, gitarzysta i piosenkarz.
W 2007 roku wygrał konkurs Czechtalent w Zlínie. W 2008 roku Sony BMG wydało jego album: Cesta do záhu. W tymże roku nagrał muzykę do czeskiego filmu Anglické jahody. W 2009 roku wydał drugi album pt. Hlávní uzávěr splínu.
Studiował aktorstwo na Wydziale Teatralnym Akademii Sztuk Scenicznych w Pradze.